# Dorothy Dene
Dorothy Dene (1859 - 27 de diciembre de 1899), nacida como Ada Alice Pullen, fue una actriz inglesa y modelo del pintor prerrafaelita Frederic Leighton y de algunos de sus socios. Dene fue reconocida por tener una cara clásica y una figura y complexión impecable. Su estatura era superior a la media y tenía brazos largos, grandes ojos violetas y abundante cabello castaño dorado.

## Biografía
Dene nació en New Cross, Londres, en 1859; su nombre de nacimiento era Ada Alice Pullen. Su padre abandonó a la familia y en 1881 murió su madre. Venía de una gran familia de chicas, algunas de las cuales se ganaban la vida actuando en el escenario. Vivía con sus cuatro hermanas en un apartamento en South Kensington, Londres.

## Carrera como modelo
Según un artículo publicado en 1897, Leighton la eligió como "la única mujer en Europa", el rostro y figura que más estrechamente encajaban con su ideal. Leighton buscó por Europa una modelo adecuada para su pintura de 1894 Cimón e Ifigenia, hasta que encontró a Dene en un teatro en Londres. Sin embargo, la historia del encuentro en un teatro se contradice con la biografía de Leighton, escrita por Emilie Barrington justo después de su muerte. Según Barrington, Dene fue descubierta por el artista a la puerta del estudio de un pintor relacionado con Leighton. El estudio mencionado fue probablemente el de Louisa Starr Canziani en Kensington Green, donde ya estaba trabajando como modelo. Posó para Leighton por primera vez cuando pintó Bianca en 1881.
Aparte de Cimón e Ifigenia, Dene aparece como la doncella que intenta agarrar la pelota en su obra Jóvenes griegas jugando a la pelota. También fue la modelo de Leighton en Andrómaca en cautividad, El jardín de las Hespérides, y Luna de verano, en que embellece la escena con sus largos brazos.
John Everett Millais y George Frederic Watts también contaron con Dene como modelo. Watts pintó dos retratos y Uldra, un retrato con un estilo avanzado a su tiempo.

## Relación con Leighton
Hubo rumores de que Leighton había tenido una relación romántica con Dene, pero no hay ninguna constancia. La sexualidad de Leighton fue tema de debate. Se mantuvo soltero y, según el historiador de arte Richard Louis Ormond, que junto a su esposa Leonée escribió la biografía de Leighton, reconoció que "estuvo en algún momento acompañado de hombres jóvenes". No obstante a eso, el amigo de Leighton, el artista italiano Giovanni Costa, hace algunas referencias misteriosas a "la mujer" del artista en cartas a su amigo en común George Howard, noveno conde de Carlisle. Se ha especulado que se refería a Dene. A su muerte, dejó 5.000£, más otras 5.000£ en fideicomiso para ella y sus hermanas (esto era el equivalente a un millón de libras actuales), cosa que era con mucho el más grande legado que hizo.

## Carrera como actriz
Ada Alice devino a "Dorothy Dene" en 1882 cuando Leighton se convirtió en su benefactor. Fue adoptado como nombre para su carrera teatral. "Dorothy" fue escogido por Ada en referencia a su hermana más joven que murió en 1877 y el apellido Dene fue escogido por Frederic Leighton.
Dene debutó como actriz con el papel de Marin en La Escuela por escándalo en 1886. Apareció en Nueva York en una obra producida por el Theater of Arts and Letters y también actuó en otros locales de la ciudad. Pero tuvo poco éxito como intérprete en América y su gira finalizó antes de tiempo. En los años 1890, todavía era considerada la mujer más bella de Inglaterra. Murió en Londres de una peritonitis el 27 de enero de 1899, a la edad de cuarenta años y está enterrada en el cementerio de Kensal Green.